# TCR Australia Touring Car Series
El TCR Australia Touring Car Series es una serie de carreras de turismos disputada en Australia. La serie se ejecuta como parte de la serie Shannons Nationals.

## Antecentes
La homologación TCR, introducida en 2014, se basa en vehículos de producción con tracción delantera de cuatro o cinco puertas propulsados por motores turboalimentados de 2,0 litros. Desde entonces, se han establecido varios campeonatos TCR globales y regionales y se han adoptado dicha regulación en varias series, incluida la Copa Mundial de Turismos a partir de 2018. El rendimiento de los diferentes modelos de automóviles se gestiona y ajusta a través de un sistema de equilibrio de rendimiento para intentar mantener la paridad.
Los planes para un campeonato australiano TCR surgieron ya en 2016, con una propuesta para inscripciones por invitación en las 12 Horas de Bathurst, así como un campeonato de seis rondas que comenzaría en 2017, que se compartiría entre Shannons Nationals y Supercars Championship, el principal campeonato de turismo de Australia. Una propuesta posterior en 2017 incluyó autos TCR que corrían en una clase de apoyo a la serie GT Trophy del Campeonato Australiano GT antes de lanzar una serie independiente en 2018. Si bien ninguno de los planes se materializó, en enero de 2018 la Confederación Australiana de Deportes de Motor anunció que se habían asegurado los derechos para desarrollar una serie TCR en Australia a partir de 2019, y Australian Racing Group se anunció más tarde como el promotor de la serie.

## Historia
La temporada inaugural de TCR Australia en 2019 contó con un calendario de siete rondas en los eventos Shannons Nationals. El campeonato comenzó con 17 inscripciones y ocho fabricantes: Alfa Romeo, Audi, Holden, Honda, Hyundai, Renault, Subaru y Volkswagen. Los equipos de Supercars Garry Rogers Motorsport, Kelly Racing y Matt Stone Racing estuvieron entre los equipos que prepararon los autos, mientras que el exganador de los 1000 km de Bathurst Jason Bright se convirtió en el primer ganador de la carrera del campeonato en Sydney Motorsport Park en un Volkswagen Golf GTI TCR. Will Brown, en un Hyundai i30 N TCR, ganó las dos carreras del domingo en el primer evento y pronto se convirtió en una fuerza dominante en el campeonato, ganando cuatro carreras más para asegurar el título del campeonato en Sandown Raceway con una ronda de sobra. La serie contó con una amplia gama de pilotos invitados que participaron en rondas seleccionadas del campeonato, incluidos los habituales de la Copa Mundial de Turismos Jean-Karl Vernay y Néstor Girolami, quienes ganaron carreras en su única aparición, y los excampeones de Supercars Garth Tander y Russell Ingall.
En 2020, el TCR Australia planeó incorporar una ronda en Mount Panorama como parte del fin de semana de las 6 Horas de Bathurst, y el circuito también albergará una carrera internacional de resistencia TCR más adelante en el año. Un evento adicional fuera del campeonato, conocido como TCR Asia Pacific Cup, apareció en el Gran Premio de Australia, que se produjo después de que se rechazara una oferta para que la categoría fuera un evento de apoyo a las 500 Millas de Adelaida.

## Campeones

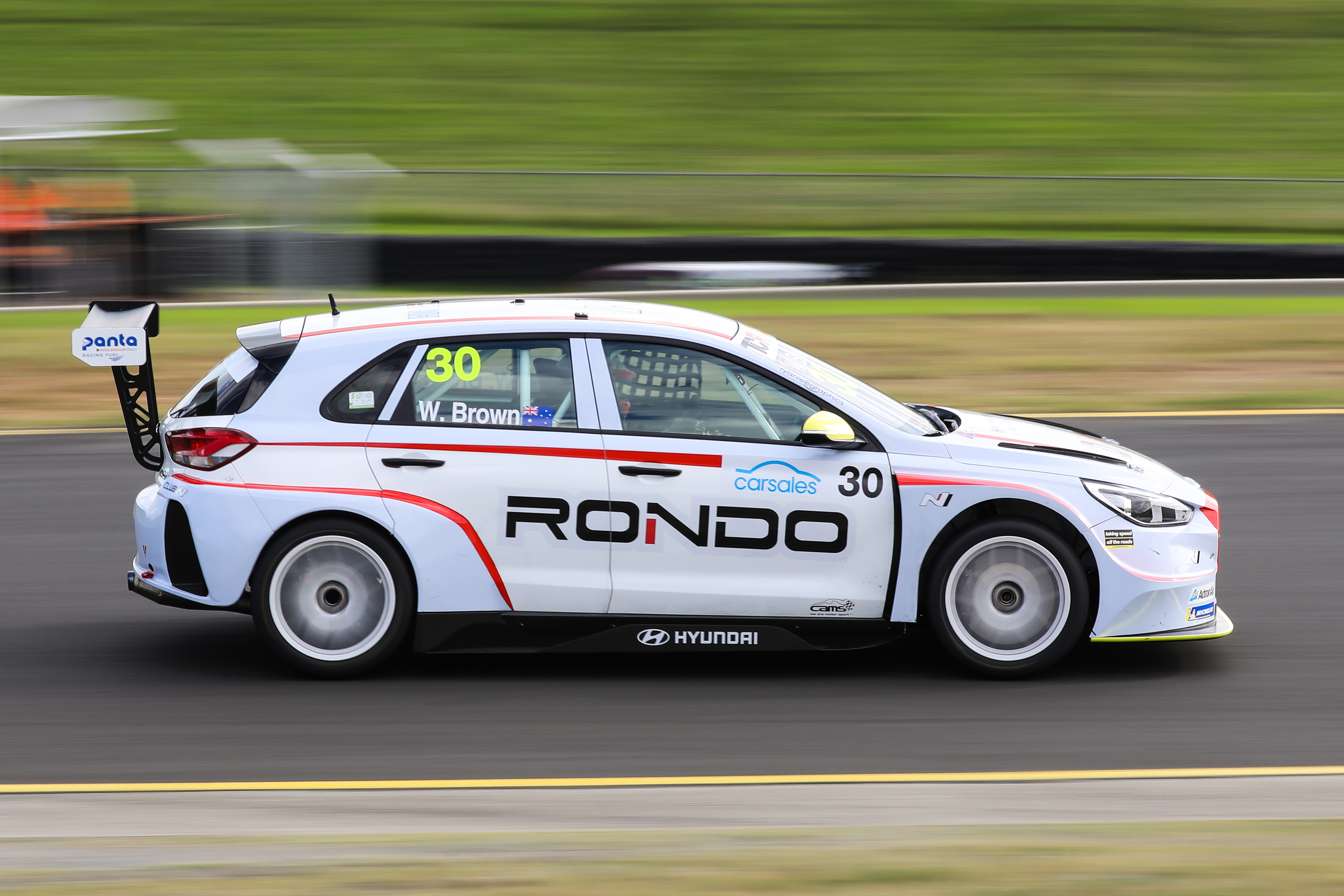
Will Brown fue el campeón de la temporada inaugural del TCR Australia.

| Año  | Campeón                                    | Automóvil                                  | Equipo                                     |
| ---- | ------------------------------------------ | ------------------------------------------ | ------------------------------------------ |
| 2019 | Will Brown                                 | Hyundai i30 N TCR                          | HMO Customer Racing                        |
| 2020 | Cancelada debido a la pandemia de COVID-19 | Cancelada debido a la pandemia de COVID-19 | Cancelada debido a la pandemia de COVID-19 |
| 2021 | Chaz Mostert                               | Audi RS 3 LMS TCR                          | Melbourne Performance Centre               |
| 2022 | Tony D'Alberto                             | Honda Civic Type R TCR (FK8)               | Wall Racing                                |
| 2023 | Josh Buchan                                | Hyundai Elantra N TCR                      | HMO Customer Racing                        |

## Televisación
Para la temporada inaugural, todas las carreras de TCR Australia se transmitieron en vivo en Australia en la red gratuita SBS, además de transmitirse en línea. Para 2020, Seven Network ha firmado un acuerdo para retransmitir carreras en directo en Australia, incluida la S5000 Series.